# François de La Rochefoucauld
François de La Rochefoucauld, kníže de Marcillac, 2. vévoda de La Rochefoucauld (15. září 1613 Paříž – 17. března 1680 tamtéž) byl francouzský spisovatel a moralista, autor aforismů, maxim, sentencí, drobných úvah a postřehů o lidské povaze a jejích slabostech.

## Život
La Rochefoucauld pocházel ze staré šlechtické rodiny z Angoulême a v mládí jako důstojník bojoval v Itálii a ve Flandrech. Roku 1631 se zúčastnil spiknutí proti kardinálovi Richelieuovi, byl krátce vězněn v Bastile a pak vypovězen na své statky ve Verteuil. Po kardinálově smrti se vrátil ke dvoru, ale královna Anna Rakouská jej za jeho dlouhodobou oddanost neodměnila tak, jak očekával. Sblížil se proto s dalšími odpůrci dvora a v letech 1648 až 1652 patřil k vůdčím osobnostem šlechtického povstání proti kardinálovi Mazarinovi, tzv. Frondy. Poté, co byl v bojích těžce zraněn, přestal se zcela věnovat politice, odešel z veřejného života a jako světák patřil ke stálým návštěvníkům nejlepších pařížských aristokratických salónů, především salónu Madame de La Fayette. Zde pak piloval své hořké postřehy o této společnosti, které později vydal knižně.

## Dílo

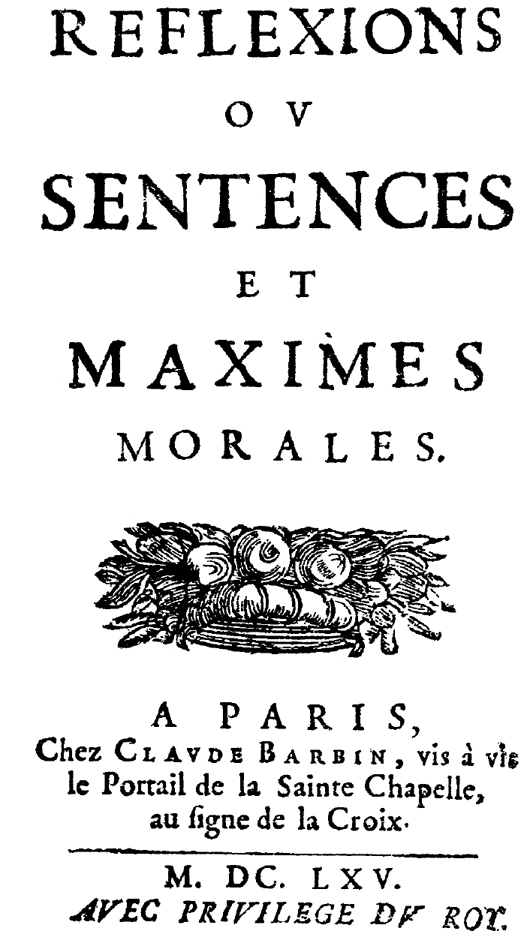
Réflexions ou sentences et maximes morales, první vydání (1665)

Hlavním dílem jeho života, které mu vyneslo evropskou slávu, jsou jeho Les Réflexions ou sentences et maximes morales (1665, Úvahy aneb výroky a maximy morální, česky též jako Krutá kniha aforismů s lehkými úvahami o těžkém životě), sbírka aforismů, maxim a sentencí, odhalující lidskou povahu a její slabosti. Jde o krutě bystré, mnohdy cynické, ale vždy skvěle vypointované postřehy, ve kterých autor odkrývá lidskou sebelásku, sobectví, samolibost a přetvářku. Kniha, patřící k vrcholům tzv. didaktické literatury, postavila La Rochefoucaulda po bok největším mistrům literatury období klasicismu. V prvním vydání obsahovala 314 maxim a vyvolala pobouření. Její bezvýchodně pesimistický tón postupně zmírňovalo přátelství autora s Madame de La Fayette, čímž se také měnil i charakter sbírky, která v konečném vydání z roku 1678 obsahuje 541 maxim. La Rochefoucauld je dále autorem spisu Portrait de Monsieur de La Rochefoucauld par lui-même (1659 Portrét sebe samého) a napsal také své Mémoires (1662, Paměti).

## Česká vydání
- Maximy a úvahy morální, Jan Otto, Praha 1903, přeložil Jaroslav Pšenička, znovu Votobia, Praha 1997.
- Krutá kniha aforismů s lehkými úvahami o těžkém životě, Československý spisovatel, Praha 1969, vybrala a přeložila Jarmila Loukotková, znovu Mladá fronta, Praha 1995 a Akcent, Třebíč 2005 a 2007.
- Krutý dvořan, Supraphon, Praha 1982, vybrala a přeložila Jarmila Loukotková, výbor z pamětí, aforismů a korespondence.

## Citáty
- Názory našich nepřátel jsou mnohem blíže pravdě o nás samotných než naše vlastní názory.

- Jestliže chcete získat nepřátele, naparujte se před svými přáteli. Ale jestliže chcete získat přátele, nechte je, ať se mohou sami před vámi blýsknout.

- Je mnoho lidí, kteří by se nikdy nezamilovali, kdyby o lásce neslyšeli mluvit.

- Člověk opravdu chytrý dokáže svou chytrost skrývat.